# 独自捉迷藏
《独自捉迷藏》（日语： kakurenbocchi */?）是日本音乐组合TUYU于2021年2月1日在各大音乐平台发行的单曲。

## 简介
- 该曲为TUYU的第六首单曲。
- 该曲的日语原名据推断为和的复合词语。
- 该曲于2021年7月14日被TUYU的二专《将您引向不幸（日语：貴方を不幸に誘いますね）》收录[3]。

## 牧岛辉演唱版本
牧岛辉演唱的同名歌曲，是TUYU为歌手兼演员“牧岛辉”提供的乐曲，由TUYU的谱曲负责人、前VOCALOID职人作词、作曲及编曲，同时收录于由avex trax发行的、牧岛辉的第一张单曲CD。该曲在公信榜共登场3周，取得最高16位的成绩。

### 收录歌曲
| 数字音乐 | 数字音乐 | 数字音乐 | 数字音乐 | 数字音乐 |
| 曲序     | 曲目     | 词曲     | 编曲     | 时长     |
| -------- | -------- | -------- | -------- | -------- |
| 1.       |          |          |          | 3:12     |
| 总时长： | 总时长： | 总时长： | 总时长： | 3:12     |

## 收录歌曲
| 数字音乐 | 数字音乐 | 数字音乐 | 数字音乐 | 数字音乐 |
| 曲序     | 曲目     | 词曲     | 编曲     | 时长     |
| -------- | -------- | -------- | -------- | -------- |
| 1.       |          |          |          | 3:13     |
| 总时长： | 总时长： | 总时长： | 总时长： | 3:13     |